# Kateryna Michalicyna
Kateryna Michalicyna (Катерина Василівна Міхаліцина, ur. 23 lutego 1982 w Młynowie) – ukraińska poetka, autorka książek dla dzieci, tłumaczka i redaktorka.

## Życiorys
Urodziła się 23 lutego 1982 roku w Młynowie. Studiowała biologię na uniwersytecie w Równem, po czym w 2009 roku uzyskała tytuł magistra filologii angielskiej na Uniwersytecie Iwana Franki. Zajmowała się kolejno copywritingiem, nauczaniem języka angielskiego i biologii, tłumaczeniem artykułów naukowych. W latach 2008–2012 pracowała jako redaktorka i tłumaczka, po czym w 2013 roku rozpoczęła pracę w Wydawnictwie Starego Lwa na stanowisku zastępczyni redaktor naczelnej Marjany Sawki. W roli autorki i redaktorki wzięła udział w licznych międzynarodowych wydarzeniach literackich, takich jak Targi Książki we Frankfurcie nad Menem.
Autorka kilku tomików poetyckich i szeregu publikacji dla dzieci, członkini ukraińskiego PEN Clubu. Jej książka dla dzieci Co rośnie w parku znalazła się w 2016 roku na liście Białych Kruków Międzynarodowej Biblioteki Młodzieżowej. Pięć lat później książka dla młodzieży o historii Czarnobylskiej Elektrowni Jądrowej, której była współautorką, również została wpisana do katalogu Białych Kruków. Wiersze Michalicyny zostały przetłumaczone na język polski, bułgarski, niemiecki, szwedzki, armeński, litewski, rosyjski i grecki. Autorką przekładów na polski jest Aneta Kamińska.
Michalicyna tłumaczy z języka angielskiego i polskiego. Przekładała m.in. dzieła J.R.R. Tolkiena, Oscara Wilde’a, Sylvii Plath oraz Alfreda Szklarskiego.
Mieszka we Lwowie.

## Wybrana twórczość

### Poezja
- Powiń, 2002[6]
- Pilihrym, 2003[6]
- Tiń u dzerkali, 2014[6]

### Książki dla dzieci
- Co rośnie w parku, 2020 (oryg.: Hto rosne v parku, 2016), il. Oksana Buła, tłum. Maria Mazurowska[7]
- Co rośnie w sadzie, 2020 (oryg.: Hto rosne v sadu, 2016), il. Oksana Buła, tłum. Maria Mazurowska[8]